# Barawa
Barawa o Barawe (suahili: Baraawe; somali: Baraawe; maay: Barawy; àrab: ﺑﺮﺍﻭة, Barāwa; italià: Brava) és una ciutat portuària a la costa oriental de Somàlia, al sud-oest de Mogadiscio. Està habitada pel poble bravanès que parla la llengua bravanesa, un dialecte del suahili. La seva població el 1950 era de 9.000 habitants, la majoria del clan digil barrejats amb els galla boran, i també ajuran (abans majoritaris).

## Economia
L'agricultura té importància per la fertilitat del sol. Es treballa el cuir. La producció de pells, grans i mantega és rellevant. És famosa pels seus tradicionals objectes d'art, com teixits d'aliindi o de kikoy, barrets anomenats Kofiya Barawi, usat pels dignataris encara avui dia, sandàlies tradicionals, protectors i corretges, mobles, diversos pots de cuina, i objectes de ceràmica d'argila cuita del tipus heyban. Un tipus de fusta treballada és propi de Barawa, amb mobiliari com l'atiir (llit de noces), el wambar (tamborets de fusta coberts de cuiro) i el mihmil (peça que aguanta l'alcorà). Collarets d'or i plata, polseres i altres objectes de joieria també es feien a Barawa almenys fins al 1990. Objectes metàl·lics eren els pots de te o cafè, els llits de ferro, llances i fletxes.

## Arquitectura
L'estil arquitectònic de Barawa és propi. Els carrers són amples i les finestres de gran mesura. Algun edificis que inclouen un pont al carrer que comunica amb altres cases (permetent als ancians i dones visitar als seus parents i amics sense haver de trepitjar el carrer) són característics: un d'aquestos és el Shpururu Champayi. La ciutat està dividida en barris, cadascun amb almenys una mesquita (àrab masjid). El coral, portat a la ciutat en camells, es cremava per a fer la calç per als edificis, sistema més barat que portar el ciment importat.

## Història
Al-Idrissí esmenta una ciutat amb el nom de B.rawa o M.rawa, i diu que era a la frontera del país pagà. Barros, seguint la crònica (avui perduda) de Kilwa, diu que fou fundada per zaidites d'Al-Ahsa, després de Mogadiscio, i fins i tot una tradició diu que fou fundada sota el califa Abd al-Malik ben Marwan el 696/697.
Al segle xiv era una dependència del sultanat de Pate. El 1418 fou visitada per una expedició xinesa, i és esmentada com Pu la wa. El 1503 el portuguès Rui Lourenço Ravasco va capturar a dotze xeics que van accedir a pagar tribut a Portugal. El 1507 Tristão da Cunha i Afonso de Albuquerque la van prendre per assalt i la van cremar; Barawa va ser defensada per entre quatre mil i sis mil homes.
Es va recuperar però va començar a decaure al segle xvii per l'ascens dels galla. La sobirania portuguesa i fou reconeguda generalment fins al 1698. Els autors portuguesos la descriuen com una república governada per dotze xeics. Guillain esmenta un consell de govern format pels caps de cinc tribus (clans) somalis i dos clans àrabs, amb un sobirà escollit per set anys; el costum era matar a aquest sobirà al final del seu mandat. La sobirania portuguesa va durar fin el 1758.
L'Al-Busaid d'Oman van reclamar la sobirania en contra dels mazrui de Mombasa (1822) però sovint el tribut era pagat als caps somalis. El 1840 fou atacada per la comunitat religiosa de Bardeere, que buscava un camí cap al mar; la ciutat fou destruïda i els habitants van demanar la protecció del soldà d'Oman i Zanzíbar. El 1875 fou ocupada durant dos mesos pels egipcis. El 1886 la declaració angloalemanya va reconèixer la sobirania del soldà de Zanzíbar sobre Barawa. Una companyia italiana va signar un tractat el mateix 1886 pel que arrendava la costa del Benadir al soldà d'Obbia, que se'n proclamava sobirà però sense dret. El 1888/1889 els drets de la companyia van passar a l'estat italià. Zanzíbar va haver de reconèixer els fets consumats en el tractat de 1892 amb Itàlia.
L'abolició del tràfics d'esclaus va comportar el bloqueig dels ports de Benadir als natius, i els clans encapçalats pels biyaamal es van revoltar i van mantenir la lluita fins al 1910. El 1905 es va formar la colònia de Somàlia Italiana de la que Barawa fou part dins el districte de Benadir.
Entre els somalis famosos de Barawa cal esmentar a Sheikh Uways al-Barawi, que va inspirar una revolta al Benadir que va durar fins al 1908 i que fou mort el 1909; Sheikh Nureini Sabiri, Sheikh Qassim al-Baraawi, Sheikh Ma'llim Nuri i la poetessa i religiosa Dada Masiti.
Els italians van intentar engrandir el port, però finalment les obres foren abandonades.
Després del 1947 fou un dels feus del Partit Digil-Mirifle, després anomenat Hizb al-Dastuur Mustaqil al-Somali (Partit Somali Independent Constitucional).
El 1991 els rebels van assetjar la ciutat que va quedar parcialment destruïda. Molts dels seus habitants la van abandonar.